# Dexia nigra
Dexia nigra là một loài ruồi trong họ Tachinidae.